# 1932年8月31日日食

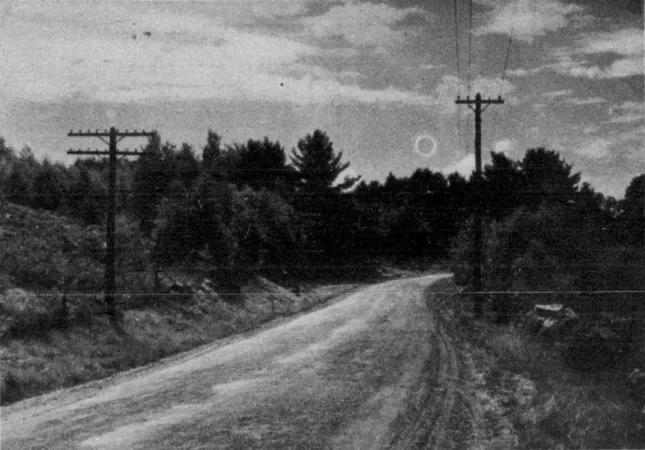
美国缅因州鄉村道路上的日全食

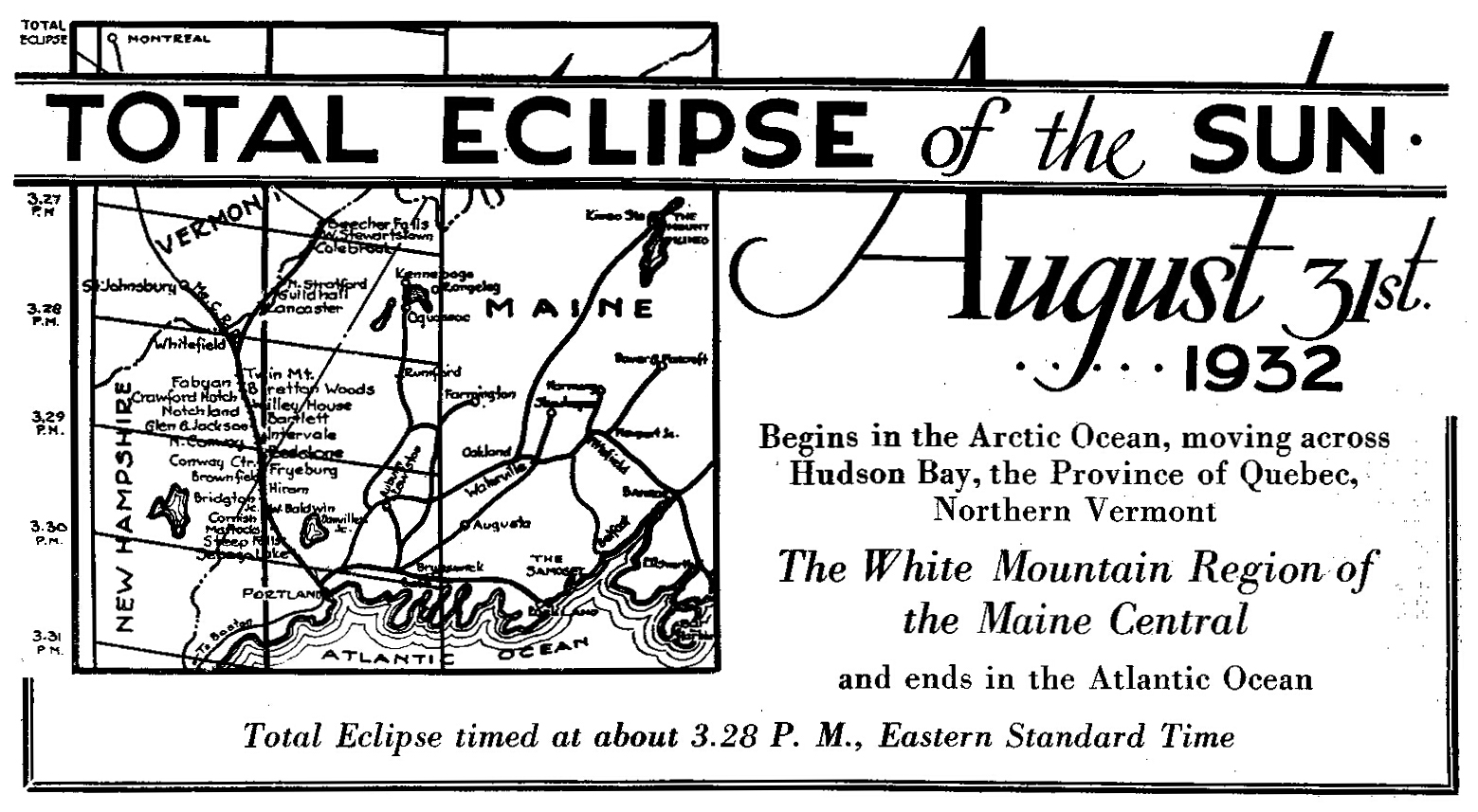
美国緬因中央鐵路公司發布的日食告示

1932年8月31日日食是一次日全食，發生於1932年8月31日（東半球為9月1日）。新月當天（即朔日），地球上觀測到月球和太阳的角距離極小，此時月球如果恰好在月球交點附近，穿過太阳和地球之間，與地球、太阳接近一直線，則會出現日食。月球本影接觸地表而使該區域完全得不到陽光，就會形成日全食，同時在本影兩側數千公里的半影範圍內遮擋部分陽光，形成日偏食。此次日全食經過了加拿大和美国兩國，日偏食則覆蓋了整個北美洲及周邊部分地區。

## 日食概況

### 出現區域
布爾什維克島東北約110公里的北冰洋海域在9月1日日出時最先看到日全食。此後月球本影向東北跨過國際日期變更線，再轉向東南貫穿北極群島的部分島嶼和北美洲大陸北部，跨過哈德森湾，在魁北克省北魁北克區雅梅西區西北部海岸達到最大食分。此後本影繼續向東南斜貫加拿大魁北克省和美国東北部，進入北大西洋，最終在8月31日日落時分結束於亚速尔群岛、佛得角群島、百慕大之間的洋面。陸地上看到的日全食均在8月31日。
本影經過的陸地依次包括：
- 加拿大：自西北向東南斜貫西北地区中部偏東（今西北地区東北角和努納武特地區）、魁北克省西南部，其中最大食分位於魁北克省北魁北克區雅梅西區西北部海岸；
- 美国：佛蒙特州東北部、新罕布什尔州除西南部外的大部、緬因州西南部、麻薩諸塞州東北角和鱈魚角半島東北部。[3][4]

除了狹窄的全食帶內能看見日全食之外，月球半影覆蓋範圍內都能看到日偏食，包括整個北美洲，及斯瓦尔巴、冰岛、不列顛群島西北側海岸、南美洲北部、苏联東北部（今屬俄罗斯）。其中大部分位於國際日期變更線以東，在8月31日看到日食，剩下的部分在9月1日看到日食。

### 基本參數
- 類型：日全食
- 食甚中心處（位於加拿大魁北克省北魁北克區雅默謝區西北部海岸）資料：
  - 時間：1932年8月31日20:03:17.2
  - 地點：54°27.5′N 79°30.4′W / 54.4583°N 79.5067°W
  - 食分：1.0257（全食帶內最大）
  - 日全食持續時間：1分44.7秒

## 觀測
加拿大皇家天文學會的成員在魁北克省的馬斯基農熱、馬戈格、阿克通瓦勒、索勒爾-特拉西、路易斯維爾等地觀測了日全食。魁北克一帶的天空在8月31日上午時被雲層籠罩，而到下午日食期間，雲層大多逐漸散去，全食階段的觀測都獲得了成功。而在美国東北部，還有科學家觀察了動物在日全食期間的反應。

## 相關的日食

### 1931-1935年的日食
月球交替位於相對的月球交點時，以半個交點年（食年），即約177天又4小時間隔出現下列日食。
註：1931年4月18日和1931年10月11日的日偏食屬於上一組交點年系列。1935年1月5日、1935年6月30日的日偏食和1935年12月25日的日環食屬於下一組交點年系列。
| 1931年至1935年的日食系列 | 1931年至1935年的日食系列 | 1931年至1935年的日食系列 | 1931年至1935年的日食系列 | 1931年至1935年的日食系列 | 1931年至1935年的日食系列 |
| ------------------------ | ------------------------ | ------------------------ | ------------------------ | ------------------------ | ------------------------ |
| 降交點                   | 降交點                   |                          | 升交點                   | 升交點                   |                          |
| 沙羅周期                 | 地圖                     | 沙羅周期                 | 地圖                     |                          |                          |
| 114                      | 1931年9月12日 偏食（北） | 119                      | 1932年3月7日 環食        |                          |                          |
| 124                      | 1932年8月31日 全食       | 129                      | 1933年2月24日 環食       |                          |                          |
| 134                      | 1933年8月21日 環食       | 139                      | 1934年2月14日 全食       |                          |                          |
| 144                      | 1934年8月10日 環食       | 149                      | 1935年2月3日 偏食（北）  |                          |                          |
| 154                      | 1935年7月30日 偏食（南） |                          |                          |                          |                          |

### 沙羅周期
沙羅週期長度為18年11天。本次日食屬於沙羅週期124，共包含73次日食，依次為1049年3月6日至1193年6月1日的9次日偏食、1211年6月12日至1968年9月22日的43次日全食、1986年10月3日的1次全環食（亦稱混合食）、2004年10月14日至2347年5月11日的20次日偏食，總共歷時1298.17年。其中最長的全食發生於1734年5月3日，共持續了5分46秒。
下表列舉了1901年至2100年間發生的屬於該週期的日食，是第49至59次：
| 49             | 50            | 51             |
| -------------- | ------------- | -------------- |
| 1914年8月21日  | 1932年8月31日 | 1950年9月12日  |
| 52             | 53            | 54             |
| 1968年9月22日  | 1986年10月3日 | 2004年10月14日 |
| 55             | 56            | 57             |
| 2022年10月25日 | 2040年11月4日 | 2058年11月16日 |
| 58             | 59            |                |
| 2076年11月26日 | 2094年12月7日 |                |

## 資料來源
1. ↑  樊忠玉. . 中国天文科普网.   [2016-04-08]. （原始内容存档于2014-09-17）.
2. 1 2  Fred Espenak. . NASA Eclipse Web Site.   [2016-04-08]. （原始内容存档于2020-10-23）.（英文）
3. ↑  Fred Espenak. . NASA Eclipse Web Site.   [2016-04-08]. （原始内容存档于2020-10-20）.（英文）
4. ↑  Xavier M. Jubier. .   [2016-04-08]. （原始内容存档于2019-06-12）.（法文）（英文）
5. ↑  Fred Espenak. . NASA Eclipse Web Site.   [2016-04-08]. （原始内容存档于2017-12-28）.（英文）
6. ↑  . Royal Astronomical Society of Canada.   [2016-04-08]. （原始内容存档于2016-04-21）.（英文）
7. ↑  William Morton Wheeler, Clinton V. MacCoy, Ludlow Griscom, Glover M. Allen and Harold J. Coolidge Jr. . Proceedings of the American Academy of Arts and Sciences (美國文理科學院). 1935-03, 70 (2): 33–70  [2016-04-08]. （原始内容存档于2020-04-17）.（英文）
8. ↑  Fred Espenak. . NASA Eclipse Web Site.（英文）

## 外部連結
- NASA日食專頁（页面存档备份，存于）（英文）
- 可見區域圖和時間統計：由弗雷德·埃斯佩纳克做出的日食預報，NASA/GSFC
  - Google互動地圖呈現的日食範圍
  - 貝塞爾元素
- Google地圖顯示的日全食和日偏食範圍（页面存档备份，存于）（法文）（英文）

| \| \| 日食 \|                            |                              |                                           |
| 上一次日食： 1932年3月7日日食 （日環食） | 1932年8月31日日食 （日全食） | 下一次日食： 1933年8月21日日食 （日環食） |
| 上一次日全食： 1930年10月21日日食        | 1932年8月31日日食 （日全食） | 下一次日全食： 1934年2月14日日食          |
|                                          | 日食                         |                                           |